# Nick O'Malley
Nicholas O'Malley (Sheffield, Inglaterra; 5 de julio de 1985) es un músico británico, conocido por ser el bajista de la banda británica Arctic Monkeys.

## Primeros años
O'Malley empezó a tocar el bajo a la edad de 16 años, luego de que sus ambiciones de tocar la batería y la guitarra fueran negadas por su padre. Antes de Arctic Monkeys, O'Malley tocaba el bajo en una banda de rock de garaje llamada The Dodgems.

## Carrera profesional
Después de que Andy Nicholson anunciara que no haría el tour por Norteamérica con la banda, O’Malley, un amigo de la banda y bajista de The Dodgems, fue incluido como un reemplazo temporal mientras O'Malley trabajaba en Asda. O'Malley dijo que aprendió todo el álbum debut de la banda en dos días de juego intensivo en los que "prácticamente ni siquiera salió de la casa". Sus primeras grabaciones con la banda fueron en el sencillo «Leave Before the Lights Come On», que no pertenece a ningún álbum, en el que tocaba el bajo.  
Su primera aparición con la banda fue el 25 de mayo de 2006, cuando la banda hizo un concierto secreto en el “Old Blue Last” en Londres Este. El local, con capacidad de 120 personas, fue visto como una oportunidad para hacer una prueba a O’Malley antes del primer concierto de la banda en Vancouver el 27 de mayo de 2006, frente a quince a veinte mil personas.
O'Malley se fracturó la mano mientras jugaba con sus antiguos compañeros de banda de The Dodgems mientras estaban borrachos, una semana después de haber aceptado reemplazar a Nicholson. “Mientras íbamos caminando a casa del pub, un amigo lo agarró (a O’Malley) y lo empujó contra la pared de nuestro vecino. Es un poco alta y el aterrizó sobre su mano derecha” cita del cantante de The Dodgems, Phil Goddwin. Sin embargo, a pesar de su fracturada mano pudo tocar el bajo y unirse a la banda en la exitosa gira. 
Aunque O’Malley sólo esperaba continuar hasta la completa recuperación de Nicholson, la salida de este fue vista como un anunciamiento de que O’Malley continuaría en gira con la banda al finalizar el verano y grabaría el segundo álbum de la banda. Arctic Monkeys pusieron un comunicado en su página web más tarde, explicando la salida de Nicholson y la incorporación oficial de Nick. Cuando se convirtió en miembro permanente, declaró en una entrevista con Q TV que conocía a la banda antes de unirse a ellos: "Nunca se sintió como una presión tan grande". 
También es conocido como "Yellamo Salohcin", por una icónica entrevista que le hicieron a sus amigos y compañeros de banda, Alex Turner y Matt Helders.